# ميشيل فاين
ميشيل فاين (بالإنجليزية: Michelle Fine)‏ هي كاتِبة أمريكية، ولدت في 28 ديسمبر 1952.